# پادشاه ارشد ایرلند

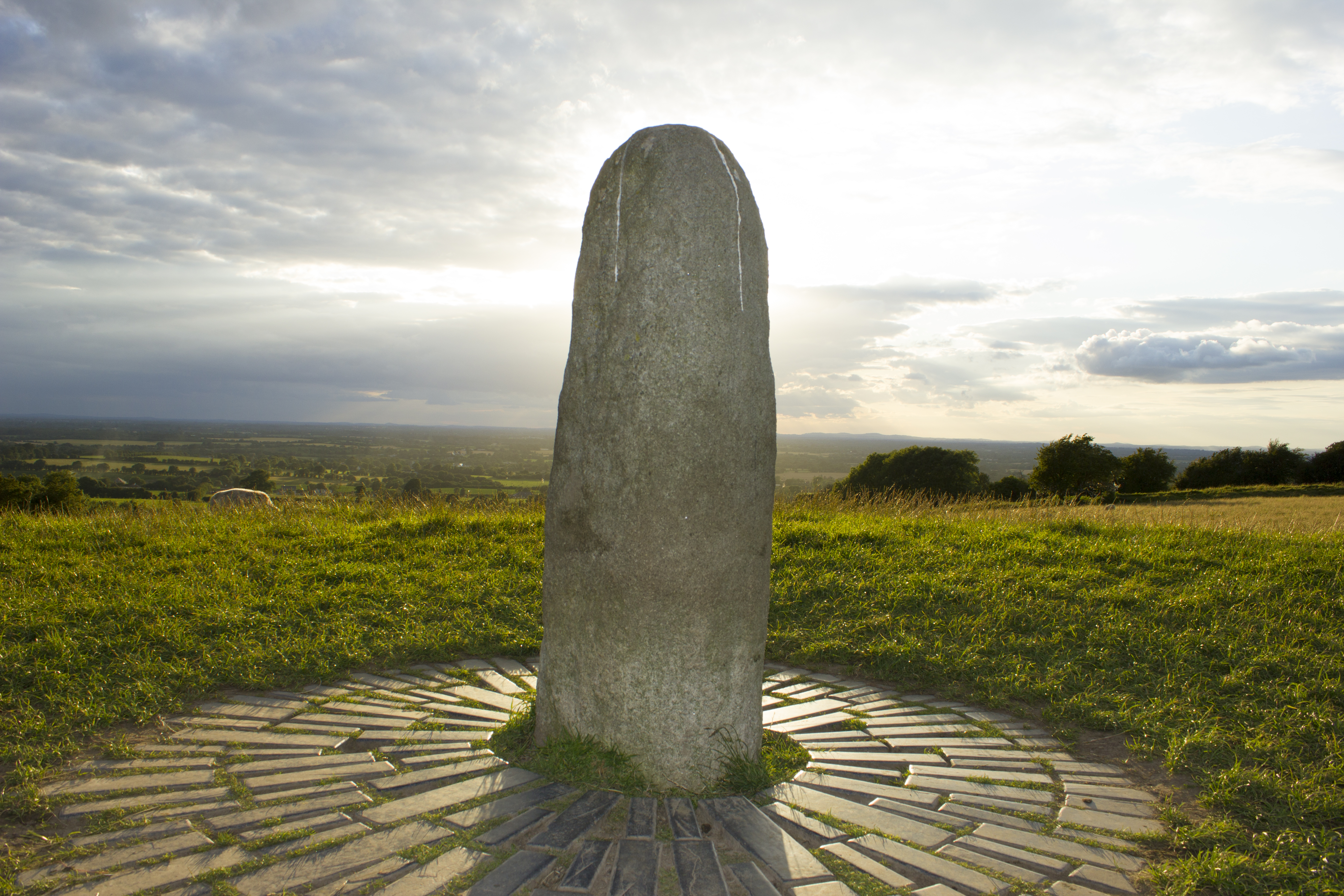
پادشاهان ارشد به‌طور سنتی در تپه تارا منصوب می‌شدند. بنا به سنت، لیا فایل (در تصویر) هنگامی که پادشاه برحق پای خود را برروی آن بگذارد، نام او را فریاد زد.

پادشاه ارشد ایرلند (ایرلندی: Ardrí na hÉireann [ˈa:ɾˠd̪ˠˌɾˠi: n̪ˠə ˈhe:ɾʲən̪ˠ]) یک عنوان سلطنتی در ایرلند گالیک بود که در اختیار کسانی بود که بر تمام ایرلند فرمانروایی یا ادعای آن را داشتند. این عنوان متعلق به پادشاهان تاریخی بود و بعدها گاهی به صورت نابهنگام یا به شخصیت‌های افسانه ای منتسب می‌شد.
ادبیات ایرلندی قرون وسطایی و اوایل مدرن، یک خط تقریباً ناگسستنی از پادشاهان ارشد را به تصویر می‌کشد که از تپه تارا بر سلسله مراتبی از پادشاهان کوچک‌تر حکومت می‌کنند، که تا هزاران سال پیش امتداد دارد. مورخان مدرن بر این باورند که این طرح در قرن هشتم از سنت‌های نسب‌شناسی مختلف سلسله‌های قدرتمند ساخته شده‌است و قصد داشت وضعیت آنها را با پیش‌اندازی آن به گذشته، توجیه کند. جان تی کوخ توضیح می‌دهد: «اگرچه پادشاهی تارا یک پادشاهی خاص بود که ساکنان آن آرزوی برتری در میان پادشاهان ایرلند داشتند، اما از نظر سیاسی بعید است که هیچ پادشاهی قبل از قرن نهم اقتدار کافی برای تسلط بر کل جزیره را داشته باشد.».
مفهوم پادشاهی ملی برای اولین بار در قرن هفتم بیان شد، اما تنها در عصر وایکینگ‌ها به یک واقعیت سیاسی تبدیل شد و حتی پس از آن به یک واقعیت ثابت تبدیل نشد. در حالی که درجه کنترل پادشاهان ارشد متفاوت بود، آنها هرگز بر ایرلند به عنوان یک کشور یکپارچه سیاسی حکومت نمی‌کردند، زیرا پادشاه ارشد به عنوان یک ارباب در نظر گرفته می‌شد که بر پادشاهی‌های مستقل زیردست خود فرمانروایی می‌کرد و از آنها خراج می‌گرفت.